# خورخه پلگرینی
خورخه پلگرینی (انگلیسی: Jorge Pellegrini؛ زادهٔ ۱۲ ژوئیهٔ ۱۹۵۶) بازیکن فوتبال اهل آرژانتین است.
از باشگاه‌هایی که در آن بازی کرده‌است می‌توان به باشگاه فوتبال ولز سارسفیلد، باشگاه فوتبال جیمناسیا لاپلاتا، باشگاه اتلتیکو ایندپندینته، باشگاه فوتبال روساریو سنترال، و باشگاه فوتبال آرژانتینوس جونیورز اشاره کرد.
وی همچنین در تیم ملی فوتبال آرژانتین بازی کرده‌است.